# امباتولاوا
امباتولاوا (به لاتین: Ambatolava) یک سکونتگاه مسکونی در ماداگاسکار است که در آتسیمو-آتسینانانا واقع شده‌است.

## خصوصیات
امباتولاوا ۱۰٬۰۰۰ نفر جمعیت دارد و ۹۵ متر بالاتر از سطح دریا واقع شده‌است.